# Gregory Carl Johnson
Gregory Carl Johnson (Seattle, Washington, 1954. július 30. –) amerikai űrhajós, kapitány.

## Életpálya
1977-ben az University of Washington keretében repülőgép mérnöki diplomát szerzett. Az egyetem elvégzésével polgári pilóta jogosítványt szerzett (többmotoros és egymotoros hidroplán). 1978-ban kapott katonai pilóta engedélyt. 1980-ban TA–4J Skyhawk II oktató pilóta. Átképzést kapott az A–6E Intruder típusra. A USS Kitty Hawk (CV–63) fedélzetén nyugati Csendes-óceánon és az Indiai-óceánon teljesített szolgálatot. 1984-ben tesztpilóta kiképzésben részesült. Az A–6E Intruder, az F/A–18A Hornet és a T–38N repülőgépek változatait (elektronika, fegyverzet) repülte, illetve tesztelte. 1990-2007 között a Nemzeti Légügyi és Űrhajózási Hivatala (NASA) Lyndon B. Johnson Űrközpont (JSC) repülőgép műveletek (Aircraft Operations) részlegének vezetője lett. 44 különböző repülőgép üzemkészségéért volt felelős. T–38 Talon oktató és vizsgáztató pilóta, a WB–57F Canberra repülőgéppel segítette gyakoroltatni a mozgáselemeket súlytalanságban. A KC–135 átalakított példánya segítette az Space Shuttle vezetésének elsajátítását, ahol másodpilótaként tevékenykedett. Több mint 9000 órát töltött a levegőben, több mint 50 különböző repülőgépet vezetett vagy tesztelt, több mint 500 leszállást hajtott végre repülőgép-anyahajó fedélzetére. 2007-ben visszavonult az Amerikai Egyesült Államok Haditengerészete (USAF) állományából.
1998. június 4-től a Lyndon B. Johnson Űrközpontban részesült űrhajóskiképzésben. A NASA-17., 25 fős osztályának vezetője. Egy űrszolgálata alatt összesen 12 napot, 21 órát és 38 percet (309 óra) töltött a világűrben.

## Űrrepülések
STS–125, az Atlantis űrrepülőgép 30. repülésének pilótája. Az űrhajósok az ötödik nagyjavítást végezték a Hubble űrtávcsövön (HST). Egy IMAX kamerával felvették a javítás minden  pillanatát. 2014-ig nem kell javító munkálatokat végezni. Második űrszolgálata alatt összesen 12 napot, 21 órát és 38 percet (309 óra) töltött a világűrben.8 500 000 kilométert (5 300 000 mérföldet) repült, 197 alkalommal kerülte meg a Földet.